# Gegengerade
 Gegengerade – 20359 St. Pauli (DVD-Hüllentitel: Gegengerade – Niemand siegt am Millerntor) ist ein Spielfilm des Regisseurs Tarek Ehlail aus dem Jahr 2011, dessen Handlung im Umfeld des FC St. Pauli spielt. Neben zahlreichen Laiendarstellern aus der Fanszene des Vereins spielen Denis Moschitto, Fabian Busch, Moritz Bleibtreu, Natalia Avelon, Timo Jacobs und Mario Adorf die Hauptrollen im Film.

## Handlung
Der Episodenfilm schilderte die Schicksale mehrerer Personen, die mehr oder weniger mit der Fanszene des FC St. Pauli verbunden sind: Die drei Freunde Magnus, Kowalski und Arne gehören zur Fanszene und halten trotz unterschiedlicher sozialer Herkunft fest zusammen. Ihre gemeinsame Leidenschaft ist der Verein. Sie sind außerhalb des Stadions in Schlägereien mit Nazis verwickelt. Bei einer dieser Schlägereien besiegen sie eine Gruppe von Nazis und filmen deren demütigende Niederlage. Kurz vor Anpfiff eines wichtigen Aufstiegsspiels St. Paulis in die 1. Bundesliga gerät Schrottplatzmitarbeiter Kowalski in das Visier von Fahndern. Die Beziehung von Magnus zu der attraktiven Natascha ist schwer durch seinen Fußballfanatismus belastet. Sie selbst ist Immobilienmaklerin und leidet unter ihrem unbarmherzigen Chef, der die Gentrifizierung St. Paulis vorantreiben will.
Am Ende des Films steigt St. Pauli auf und Arne wird von Polizisten verprügelt. Einer der Polizisten schlägt dabei so sehr auf Arne ein, dass dieser in einer späteren Einstellung nur noch reglos am Boden liegt. Ob Arne durch die Schläge getötet wurde oder „nur“ schwer verletzt, bleibt unklar. Kowalski wird von Zivilpolizisten unterdessen im Stadion verhaftet und anschließend im Einsatzfahrzeug der Polizei davongefahren. Das Büdchen des gutmütigen Baldu wird von den Polizisten vorsätzlich in Brand gesteckt.

## Art der Darstellung
Die Handlung springt immer wieder zwischen den einzelnen Personen hin und her. Immer wieder wenden sich der Stadionsprecher und die Protagonisten direkt ans Publikum und durchbrechen dabei die Vierte Wand. Dabei schildern sie ihre Faszination am Stadion, am Fußball und äußern sich zu ihrem Lebensgefühl. Themen wie Fan-Kultur, Ultra-Kultur, Prostitution und Gentrifizierung werden gezeigt oder erwähnt. Der Film schließt mit dem Song You’ll Never Walk Alone.

## Hintergründe
Es handelt sich um den zweiten Langfilm des Regisseurs Tarek Ehlail. Das Werk wurde durch die Saarlandmedien gefördert, in Koproduktion mit dem Norddeutschen Rundfunk, dem Saarländischen Rundfunk sowie Studio Hamburg. Produktionsfirmen sind Sabotakt Filme und Triple Beat.
Uraufgeführt wurde der Film beim Filmfestival Max Ophüls Preis 2011 in Saarbrücken. Gegengerade nahm am Langfilm-Wettbewerb des Festivals teil.
Zur Zeit der Berlinale 2011 wurde der Film als Berlin-Premiere im Berliner Kant-Kino aufgeführt. Während der anschließenden Feier im Hotel Esplanade, bei der auch die im Film aufgetretene Punkband Slime spielte, kam es zu Ausschreitungen, die durch die Polizei beendet wurden.
Kinostart war der 31. März 2011.

## Kritiken
„[…] Vom Spiel selber ist dabei kaum etwas zu sehen, aber das ist ja auch nicht das Wichtigste. Das Wichtigste sind die Fans, die Gegenkultur auf St. Pauli und der Kampf gegen die Kommerzialisierung des Viertels, das den Wohnraum nur noch für reiche Yuppies erschwinglich macht. Noch entscheidender ist allerdings der Spaß, den dieser Protest bereitet, das Feiern einer Gegenkultur, in der Schlägereien, Besäufnisse und das Hämmern des Punk zu einer anarchischen Wutorgie verschmelzen. Ein Film für jene, die es laut, wild und derb lieben.“

„Eigentlich wollte der Regisseur Tarek Ehlail dem FC St. Pauli ein Denkmal setzen. Am Ende zeigte er einen Film im Stile einer groben Tätlichkeit und nur mit etlichen Flaschen Astra zu ertragen. Es ist fraglich, ob der Hamburger Stadtteilverein, der schon fast penetrant auf seinen Ruf als Hort der Widerständler gegen Rassismus, Sexismus und Kommerz und auf seine Andersartigkeit pocht, sich tatsächlich mit diesem ungewöhnlich gewöhnlichen Prügelfilm schmücken will. Es geht vor allem um Schläge, Fäuste, Kunstblut. Nicht um Tiefe oder Haltung.“

„Einen überfrachteten Episodenfilm könnte man kritisieren. Doch vielleicht lässt sich die wechselseitige Beziehung zwischen dem Stadtteil St. Pauli und seinem Klub nur genau so darstellen: als wilde Collage verschiedener Lebensentwürfe, Zufälle und Schicksalsschläge.“